# Moran Roth
Moran Roth (en hébreu : מורן רוט)  né le 10 novembre 1982, à Ashdod, en Israël, est un joueur israélien de basket-ball. Il évolue au poste de meneur.

## Palmarès
- Coupe d'Israël 2013